# Zvekovica
Zvekovica falu Horvátországban, Dubrovnik-Neretva megyében. Közigazgatásilag Konavle községhez tartozik.

## Fekvése
A Dubrovnik városától légvonalban 14, közúton 18 km-re délkeletre, községközpontjától 2 km-re keletre, az Adria-parti főút mentén Obod és Močići között fekszik. A település mai formájában 1973-ban jött létre Donja és Gornja Zvekovica településrészekből. Területének egy része azelőtt Cavtathoz, részben pedig Močićihez és Uskopljéhoz tartozott.

## Története
Zvekovica területe már az ókorban lakott hely volt. Erre utal hogy közel fekszik a térség római kori központjához Epidaurum városához és hogy a Szent Péter templom egy régebbi ókeresztény épület alapfalain egy római út mentén épült. Mindezt alátámasztja az is, hogy közelében a szomszédos Močićin Mithrász-szentély maradványai kerültek elő. A római hatalmat a népvándorlás vihara rengette meg. A Nyugatrómai Birodalom bukása után a keleti gótok özönlötték el a térséget, őket 537-től 1205-ig kisebb megszakításokkal a bizánciak követték. A 7. században avarok és a kíséretükben érkezett szlávok, a mai horvátok ősei árasztották el a területet. A váratkat lerombolták és az ellenálló lakosságot leöldösték. Így semmisült meg a mindaddig fennálló Epidaurum. A túlélő lakosság előbb az északnyugatra fekvő Župára, majd Raguzába menekült. 
Területe középkorban Travunja része volt, mely Dél-Dalmácián kívül magában foglalta a mai Hercegovina keleti részét és Montenegró kis részét is. Travunja sokáig a szerb, a zétai és bosnyák uralkodók függőségébe tartozó terület volt. Szent Péter tiszteletére szentelt temploma a 13. században már állt. A Raguzai Köztársaság az 1426. december 31-én kötött szerződéssel szerezte meg területét addigi bosnyák uraitól a Pavlovićoktól. Az 1430 és 1432 között dúlt első konavlei háborúban a török támogatását élvező Radoslav Pavlović megpróbálta visszaszerezni az egyszer már eladott konavlei birtokait a köztársaságtól. A háború a végén a török támogatását is elveszítő Pavlović vereségével végződött és az azt követő béke megerősítette a Bosznia, Hum és a Raguzai Köztársaság közötti korábban kialakult állapotokat. 
A köztársaság bukása után 1806-ban Dalmáciával együtt ez a térség is a köztársaságot legyőző franciák uralma alá került, de Napóleon bukása után 1815-ben a berlini kongresszus Dalmáciával együtt a Habsburgoknak ítélte. 1857-ben 174, 1910-ben 189 lakosa volt. 1918-ban az új szerb-horvát-szlovén állam, majd később Jugoszlávia része lett. A délszláv háború idején 1991 októberében a jugoszláv hadsereg, valamint szerb és montenegrói szabadcsapatok foglalták el a települést, melyet kifosztottak és felégettek. A lakosság a jól védhető Dubrovnikba menekült és csak 1992 októberének végén térhetett vissza. A háború után rögtön megindult az újjáépítés, mely még tizenöt év múltán sem fejeződött be teljesen. A településnek 2011-ben 570 lakosa volt. Lakói főként turizmussal foglalkoztak. 

## Népesség
| Lakosság változása | Lakosság változása | Lakosság változása | Lakosság változása | Lakosság változása | Lakosság változása | Lakosság változása | Lakosság változása | Lakosság változása | Lakosság változása | Lakosság változása | Lakosság változása | Lakosság változása | Lakosság változása | Lakosság változása | Lakosság változása |
| ------------------ | ------------------ | ------------------ | ------------------ | ------------------ | ------------------ | ------------------ | ------------------ | ------------------ | ------------------ | ------------------ | ------------------ | ------------------ | ------------------ | ------------------ | ------------------ |
| 1857               | 1869               | 1880               | 1890               | 1900               | 1910               | 1921               | 1931               | 1948               | 1953               | 1961               | 1971               | 1981               | 1991               | 2001               | 2011               |
| 174                | 182                | 168                | 170                | 193                | 189                | 178                | 182                | 198                | 196                | 247                | 318                | 293                | 519                | 400                | 570                |

(1961 és 1971 között az adatok a szomszédos Obod egy részének lakosságát, 1981-től pedig Obod teljes lakosságát is tartalmazzák. 1971-ben az adatok Močići és Uskoplje lakosságának egy részét tartalmazzák.)

## Nevezetességei
A település melletti mezőn álló Szent Péter templom ókeresztény épület alapfalira épült, közelében római út maradványai láthatók. A templom a 12./13. században épült román stílusban, 1890-ben átépítették. Előtte ma már nem használt ősi temető található régi sírkövekkel. 